# Wilberforce (mèo)
Wilberforce (k. 1973 – 19 tháng 5 năm 1988) là một chú mèo sống ở số 10 phố Downing được thuê làm Trưởng quan Bắt Chuột tại Văn phòng Nội các từ năm 1973 đến năm 1987. Wilberforce đã phục vụ trong bốn nhiệm kỳ thủ tướng: Edward Heath, Harold Wilson, James Callaghan và Margaret Thatcher. Trong cáo phó được công bố ngay sau khi con mèo mất, Wilberforce được mệnh danh là "chú mèo bắt chuột giỏi nhất nước Anh".

## Đầu đời và nghề nghiệp
Wilberforce là một con mèo mướp đực tám tuần tuổi màu trắng được chi nhánh Hounslow của RSPCA nhận nuôi vào năm 1973. Nó được chỉ định làm con mèo của người quản lý văn phòng Phố Downing để đối phó với việc cắn phá của chuột và nhận tiền trợ cấp. Con mèo được đặt tên là Wilberforce để vinh danh William Wilberforce người theo chủ nghĩa bãi nô người Anh. Các bức thư thăm hỏi và những lời chúc may mắn gửi đến con mèo được nhân viên Phố Downing hồi âm. Mặc dù giữ vai trò Trưởng quan Bắt Chuột tại Văn phòng Nội các, nhưng Wilberforce hiếm khi đến bắt chuột tại Văn phòng Nội các, thay vào đó nó thích đến Văn phòng Scotland, 11 phố Downing và Văn phòng Đối ngoại.
Cựu Thư ký Báo chí Phố Downing Bernard Ingham cho biết, Thủ tướng Margaret Thatcher từng mua cho Wilberforce "một hộp cá mòi tại một siêu thị ở Moskva". Theo The Daily Telegraph, Margaret Thatcher chọn cá mòi vì "không có gì khác để mua". Wilberforce thường đều đặn ngủ trên và dưới bàn làm việc của Ingham, điều này khiến Ingham khó chịu vì ông mắc bệnh hen suyễn.
Khi những con vịt từ Công viên St. James gần đó có trứng sắp nở, Thatcher cho người đưa Wilberforce ra khỏi nơi đó. Trong lúc BBC tường thuật về cuộc tổng tuyển cử năm 1983, Esther Rantzen đã cầm Wilberforce và giới thiệu với khán giả. Về tuổi thọ của Wilberforce, vào năm 1985, tờ Sunday Mirror tuyên bố Wilberforce "dường như tồn tại mãi mãi"; vào tháng 12 năm 1986, trước cuộc tổng tuyển cử năm 1987, tờ Lincolnshire Echo viết:
Chính phủ đến rồi lại đi, thủ tướng có thể chỉ qua đêm là hết nhiệm, nhưng Wilberforce sẽ mãi ở đây; những sự kiện lớn xảy ra ngay dưới bộ ria rung rung của cô [sic] chẳng hề khiến cô để ý.

## Cái chết
Wilberforce nghỉ hưu vào ngày 3 tháng 4 năm 1987, sau 14 năm phục vụ dưới bốn nhiệm kỳ thủ tướng khác nhau. Wilberforce đến sống ở Essex với một người trông nom đã nghỉ hưu từ Số 10 phố Downing; trước khi chú mèo rời đi, Thatcher đã tặng Wilberforce một món quà. Wilberforce mất vào ngày 19 tháng 5 năm 1988, ở tuổi 15.
Thời điểm Wilberforce mất, Edward Heath đang ở Tokyo, ông nói "rất tiếc vì cư dân lâu nhất đã qua đời". Harold Wilson, người "cực kỳ thích" Wilberforce, bày tỏ sự thương tiếc của ông; vợ của James Callaghan, Audrey được cho là bị "sốc". Thatcher được thông báo về cái chết của Wilberforce vào cuối cuộc họp Nội các, bà cho biết là "rất buồn".
Trong nhiều câu chuyện trên báo và cáo phó đưa tin về cái chết của nó, Wilberforce được mệnh danh là "chú mèo bắt chuột giỏi nhất nước Anh". Wilberforce được chôn cất gần nhà hưu trí.

### Trích dẫn
1. 1 2 3 4 5  "Wilberforce the cat, mouser to 4 British leaders, dead at 15". Los Angeles Times. ngày 20 tháng 5 năm 1988. Lưu trữ bản gốc ngày 19 tháng 3 năm 2017. Truy cập ngày 18 tháng 3 năm 2017.
2. 1 2 3 4  Kidder, Rushworth M. (ngày 3 tháng 7 năm 1980). "Wilberforce at No. 10 is a premier cat". The Christian Science Monitor. Lưu trữ bản gốc ngày 26 tháng 6 năm 2023. Truy cập ngày 26 tháng 6 năm 2023.
3. 1 2  Choron, Sandra; Choron, Harry; Moore, Arden (2007). Planet Cat: A Cat-Alog (bằng tiếng Anh). New York: Houghton Mifflin Harcourt. tr. 126. ISBN 978-0618812592. Lưu trữ bản gốc ngày 26 tháng 6 năm 2023. Truy cập ngày 12 tháng 2 năm 2021.
4. ↑  Pierce, Andrew (ngày 28 tháng 7 năm 2009). "Downing Street cat Sybil dies". The Daily Telegraph. Lưu trữ bản gốc ngày 4 tháng 4 năm 2023. Truy cập ngày 25 tháng 6 năm 2023.
5. 1 2 3 4  Langdon, Julia (ngày 20 tháng 5 năm 1988). "Wilberforce is dead". Daily Mirror. tr. 7. Lưu trữ bản gốc ngày 29 tháng 6 năm 2023. Truy cập ngày 26 tháng 6 năm 2023.
6. ↑  "Obituary: Sir Bernard Ingham". BBC News. ngày 24 tháng 2 năm 2023. Lưu trữ bản gốc ngày 15 tháng 6 năm 2023. Truy cập ngày 27 tháng 6 năm 2023.
7. ↑  Shaw, John (ngày 28 tháng 5 năm 1988). "Mrs Thatcher splashes out on duck pond". The Daily Telegraph. tr. 3. Lưu trữ bản gốc ngày 29 tháng 6 năm 2023. Truy cập ngày 26 tháng 6 năm 2023.
8. ↑  "After death of No 10 cat, a duck rules the roost". Western Daily Press. ngày 28 tháng 5 năm 1988. tr. 9. Lưu trữ bản gốc ngày 29 tháng 6 năm 2023. Truy cập ngày 27 tháng 6 năm 2023.
9. ↑  "Election 83". BBC One. ngày 9 tháng 6 năm 1983.
10. ↑  "All the Queen's men.". Sunday Mirror. ngày 8 tháng 12 năm 1985. tr. 8. Lưu trữ bản gốc ngày 29 tháng 6 năm 2023. Truy cập ngày 27 tháng 6 năm 2023.
11. ↑  Moncrieff, Chris (ngày 31 tháng 12 năm 1986). "Will she won't she?". Lincolnshire Echo. tr. 10. Lưu trữ bản gốc ngày 29 tháng 6 năm 2023. Truy cập ngày 27 tháng 6 năm 2023.
12. ↑  Carey, M. F. (ngày 25 tháng 5 năm 1988). "Vermin at No. 10". The Daily Telegraph. tr. 18. Lưu trữ bản gốc ngày 29 tháng 6 năm 2023. Truy cập ngày 26 tháng 6 năm 2023.
13. ↑  Morris, Nigel (ngày 12 tháng 9 năm 2007). "Introducing Sybil, Downing Street's first cat for a decade". The Independent. Lưu trữ bản gốc ngày 4 tháng 3 năm 2016. Truy cập ngày 18 tháng 2 năm 2016.
14. 1 2  "Parliament & Politics". The Daily Telegraph. ngày 20 tháng 5 năm 1988. tr. 15. Lưu trữ bản gốc ngày 29 tháng 6 năm 2023. Truy cập ngày 26 tháng 6 năm 2023.
15. ↑  "PM 'sad' at cat's death". Daily Post. ngày 20 tháng 5 năm 1988. tr. 5. Lưu trữ bản gốc ngày 29 tháng 6 năm 2023. Truy cập ngày 26 tháng 6 năm 2023.
16. ↑  "Alas, Great Britain's 'best mouser' dead". USA Today. ngày 20 tháng 5 năm 1988. Bản gốc lưu trữ ngày 4 tháng 1 năm 2013. Truy cập ngày 18 tháng 2 năm 2016.